# Океан (посёлок)
Оке́ан — посёлок в городском округе Новокуйбышевск Самарской области России.

## География
Посёлок находится на берегу реки Гнилой ручей в пойме Волги, на расстоянии примерно 16 км (по прямой) к западу от города Новокуйбышевск, административного центра округа.

### Часовой пояс
Посёлок Океан, как и вся Самарская область, находится в часовой зоне МСК+1. Смещение применяемого времени относительно UTC составляет +4:00.

## История
Посёлок основан в 1920-х годах. Назван по наименованию сельхозартели «Океан», созданной в 1923 году.

## Население
| 2010 |
| ---- |
| 14   |

### Национальный состав
Согласно результатам переписи 2002 года, в национальной структуре населения русские составляли 85 % из 20 чел.